# إنديو (لاعب كرة قدم مواليد 1975)
إنديو (بالبرتغالية: Marcos Antônio de Lima) هو لاعب كرة قدم برازيلي في مركز الدفاع، ولد في 14 فبراير 1975 في Maracaí ‏ في البرازيل. لعب مع ريد بل براغانتينو وسانتو أندريه وغريميو نوفوريزونتينو ونادي أمريكا ونادي إنترناسيونال ونادي بالميراس ونادي بوتافوغو اس بي ونادي جوفنتودي ونادي فيغورينسي.

## وصلات خارجية
- هذه المقالة غير مرتبط بويكي بيانات